# Take Me to Church
«Take Me to Church» — пісня ірландського автора-виконавця Hozier, видана як дебютний сингл з однойменного міні-альбому. Пісня також стала першим треком у його студійному альбомі 2014 року Hozier.

## Про пісню
Текст пісні «Take Me to Church» базується на метафорі — ліричний герой порівнює свої почуття до коханого з релігією. В інтерв'ю для The Irish Times Hozier порівняв стан закоханості зі смертю і подальшим відродженням. Також музикант пояснив, що «пісня завжди була про людяність у найприродніших її проявах, і як ця риса підривається релігією (релігійними організаціями), і тими, хто змушує людей вірити в те, що вони діють в їх же інтересах». 
Режисером відеокліпу «Take Me to Church», який вийшов 25 вересня 2013, став Брендан Кенті. У чорно-білому відео показано історію одностатевої пари і прояви гомофобії з боку радикальних угруповань. Історію для кліпу написав сам Hozier, який хотів привернути увагу до репресій і переслідувань гей-спільноти в Росії.
У травні 2014 Hozier виступив із «Take Me to Church» на Пізньому шоу Девіда Леттермана. Пісня отримала ротацію на американських радіостанціях, після чого потрапила в топ-10 хіт-параду Billboard Hot 100.

## Чарти
| Chart (2013–15)                           | Peak position |
| ----------------------------------------- | ------------- |
| Австралія (ARIA)                          | 2             |
| Австрія (Ö3 Austria Top 75)               | 1             |
| Бельгія (Ultratop Flanders)               | 1             |
| Бельгія (Ultratop Wallonia)               | 2             |
| Канада (Canadian Hot 100)                 | 2             |
| Colombia (National Report Top Rock)       | 1             |
| Croatia (Airplay Radio Chart)             | 4             |
| Чехія (IFPI)                              | 1             |
| Данія (Tracklisten)                       | 4             |
| Dominican Republic(Monitor Latino)        | 2             |
| Фінляндія (Suomen virallinen lista)       | 4             |
| Франція (SNEP)                            | 2             |
| Greece Digital Songs (Billboard)          | 1             |
| Угорщина (Rádiós Top 40)                  | 37            |
| Угорщина (Single Top 40)                  | 1             |
| Iceland (Tonlist Lagalistinn)             | 1             |
| India (Angrezi Top 20)                    | 3             |
| Indonesia (Creative Disc)                 | 1             |
| Ірландія (IRMA)                           | 2             |
| Ізраїль (Media Forest)                    | 10            |
| Італія (FIMI)                             | 1             |
| Lebanon (The Official Lebanese Top 20)    | 1             |
| Нідерланди (Dutch Top 40)                 | 2             |
| Нідерланди (Mega Single Top 100)          | 2             |
| Нова Зеландія (RIANZ)                     | 2             |
| Норвегія (VG-lista)                       | 2             |
| Польща (Polish Airplay Top 100)           | 1             |
| Russia (2M)                               | 6             |
| Шотландія (Official Charts Company)       | 3             |
| Словаччина (IFPI)                         | 5             |
| Іспанія (PROMUSICAE)                      | 6             |
| Швеція (Sverigetopplistan)                | 1             |
| Швейцарія (Media Control AG)              | 1             |
| Велика Британія (Official Charts Company) | 2             |
| США (Billboard Hot 100)                   | 2             |
| США (Adult Contemporary) (Billboard)      | 12            |
| США (Adult Top 40) (Billboard)            | 1             |
| США (Hot Dance Club Songs) (Billboard)    | 32            |
| США (Mainstream Top 40) (Billboard)       | 2             |
| US (Monitor Latino)                       | 12            |